# Glyphicnemis atrata
Glyphicnemis atrata là một loài tò vò trong họ Ichneumonidae.